# Tereixa Constenla
Tereixa Constenla Fontenla (Arca, La Estrada, 1968) es una periodista española, reconocida con diversos galardones por su trayectoria profesional como Premio Meridiana, Premio Unicaja de Artículos Periodísticos o Premio Nacional de Periodismo Francisco Valdés. Es autora también de los libros 'Cuaderno de urgencias' y 'Abril es un país', sobre la Revolución de los Claveles, escrito durante su estapa como corresponsal en Lisboa.

## Trayectoria
Constenla es una gallega nacida en Arca, una aldea de la localidad pontevedresa de La Estrada. Comenzó su trayectoria profesional en Andalucía, en 1990 en la delegación de Almería del diario granadino Ideal. Después pasó a trabajar en el diario El País, primero en la sección social de la delegación de Andalucía, donde abordó temas como inmigración, menores, violencia de género, desigualdad, etc., y posteriormente, desde 2008, en la sección de Cultura a nivel estatal, donde fue coordinadora del blog Historia[S].
Casada con Alejandro Bolaños Correa, también periodista de El País. Tienen una hija, Elba, nacida en 2009. Fue muy alabado por la profesión el obituario que dedicó a su marido cuando este falleció en agosto de 2018.
En 2021 publicó 'Cuaderno de urgencias', el libro de amor y duelo escrito tras la muerte de su pareja.

## Reconocimientos
- 2005: Premio Meridiana del Instituto Andaluz de la Mujer (IAM), por sus artículos contra la discriminación de género.[2][4][5]
- 2012: Premio "José de Juan" de periodismo 2013, convocado por la Diputación de Guadalajara, por el artículo "La biblioteca que resiste" (El País, 14 de octubre de 2012).[6]
- 2013: XXXI Premio Unicaja de Artículos Periodísticos, por el artículo “Leer era cosa de hombres”, pone en valor la figura de la investigadora Antonia Gutiérrez Bueno, que en 1837 se rebeló contra la prohibición de la Biblioteca Nacional de aceptar a investigadoras y lectoras (El País, 10 de marzo de 2013).[2][7][8]
- 2018: Premio Nacional de Periodismo Francisco Valdés por el artículo 'Intimidades de Arturo Barea', en el que se revelaban cartas inéditas a su hija del autor de 'La forja de un rebelde' (El País, 9 de junio de 2018).[9]
- 2025: Premio Follas Novas en la categoría de Ensayo e Investigación por su libro 'Abril é un país'.